# La nave del olvido (película)
La nave del olvido es una película chilena de drama y temática LGBT de 2020 dirigida por Nicol Ruiz Benavides. Es protagonizada por Rosa Ramírez, Romana Satt y Gabriela Arancibia y tuvo su estreno en el Festival de Cine LGBTIQ+ Frameline Film Festival el 17 de septiembre de 2020. La cinta fue filmada en la comuna de Lautaro, Chile.

## Sinopsis
En un pueblo llamado Lautaro, donde se avistan naves de origen desconocido, Claudina (Rosa Ramírez), una mujer de campo de 70 años, tras la muerte de su esposo, descubre su sexualidad y la libertad con el amor de otra mujer. Ayudada por ésta, Claudina comprenderá que la libertad es solitaria, pero irrenunciable.

## Reparto
- Rosa Ramírez como Claudina
- Romana Satt como Elsa
- Gabriela Arancibia como Alejandra
- Claudia Devia como Ignacia
- Raúl López Leyton como Facundo/Ambrosia
- Cristóbal Ruiz como Cristóbal
- María Carrillo como Marcela
- Hugo Chamorro como Eugenio

## Producción
La película corresponde al proyecto para la obtención del título de realizadora cinematográfica por parte de la directora en la Escuela de Cine de la Universidad Mayor de Santiago de Chile.
La cinta es distribuida en Francia a través de Outplay Films.

## Estreno
La cinta fue estrenada en los EE. UU. en el Festival de Cine LGBTIQ+ Frameline Film Festival el 17 de septiembre de 2020 y en agosto de 2021 en el Santiago Festival Internacional de Cine SANFIC de Chile. Su estreno oficial en salas se llevó a cabo el 13 de enero de 2022.

## Premios y nominaciones
| Año  | Premio                                                   | Categoría                                | Receptor             | Resultado |
| ---- | -------------------------------------------------------- | ---------------------------------------- | -------------------- | --------- |
| 2020 | Chéries-Chéris                                           | Mejor actor/actriz                       | Rosa Ramírez         | Ganador   |
| 2020 | Festival de Cine Iberoamericano de Huelva                | Mejor película con perspectiva de género | La nave del olvido   | Ganador   |
| 2020 | Festival de Cine Iberoamericano de Huelva                | Mejor director                           | Nicol Ruiz Benavides | Ganador   |
| 2020 | Image+Nation Festival Cinema LGBT Montreal Film Festival | Mejor largometraje                       | La nave del olvido   | Ganador   |
| 2020 | Zinegoak                                                 | Mejor película                           | La nave del olvido   | Ganador   |
| 2020 | Zinegoak                                                 | Mejor largometraje                       | La nave del olvido   | Ganador   |
| 2021 | KASHISH Mumbai International Queer Film Festival         | Mejor narrativa de largometraje          | Nicol Ruiz Benavides | Ganador   |
| 2021 | OutfestPerú                                              | Mejor película                           | La nave del olvido   | Ganador   |
| 2021 | Roze Filmdagen Amsterdam                                 | Mejor largometraje (mención especial)    | La nave del olvido   | Ganador   |
| 2021 | Santiago Festival Internacional de Cine                  | Mejor dirección - Competencia nacional   | Nicol Ruiz Benavides | Ganador   |
| 2021 | Festival Internacional de Cine de Viña del Mar           | Mejor película chilena                   | La nave del olvido   | Nominado  |